# A proposito di uomini
A proposito di uomini (Men) è un film del 1997, diretto da Zoe Clarke-Williams.

## Trama
Stella è una chef che vive con Teo, ricco ed alcolizzato, ma la loro relazione è ormai agli sgoccioli. Ha incontri occasionali con altri uomini, per cercare di capire di più sul loro mondo e per trovare il vero grande amore. Decide quindi di partire per Los Angeles, dove trova lavoro nel ristorante di George, con il quale ha una relazione. Ma quando conosce Frank, un fotografo, se ne innamora e pensa finalmente di aver trovato ciò che cercava.